# Cotoneaster ignotus
Cotoneaster ignotus är en rosväxtart som beskrevs av Gerhard Klotz. Cotoneaster ignotus ingår i släktet oxbär, och familjen rosväxter. Inga underarter finns listade i Catalogue of Life.